# Marco Lucchesi
Marco Americo Lucchesi (Rio de Janeiro, 9 de dezembro de 1963) é um premiado poeta, escritor, romancista, ensaísta, tradutor, historiador e esperantista brasileiro, sétimo ocupante da cadeira nº15 da Academia Brasileira de Letras (desde 2011). É também professor titular da Faculdade de Letras da Universidade Federal do Rio de Janeiro.

## Biografia
Marco Lucchesi nasceu no bairro de Copacabana, no Rio de Janeiro, filho dos italianos Elena Dati e Egidio Lucchesi, engenheiro de radiocomunicação; que imigraram para o Brasil a convite de Assis Chateaubriand para trabalhar em seu sistema de emissoras. Teve uma infância bilíngue, falando italiano e português.
Graduou-se em História pela Universidade Federal Fluminense (UFF) e formou-se como Mestre e Doutor em Ciência da Literatura pela Universidade Federal do Rio de Janeiro (UFRJ), e como Pós-Doutor em Filosofia da Renascença pela Universidade de Colônia, na Alemanha. É professor de Literatura Comparada na UFRJ desde 1989, pesquisador do Conselho Nacional de Desenvolvimento Científico e Tecnológico (CNPq) e professor visitante em diversas instituições internacionais.
Foi eleito em 7 de dezembro de 2017, o presidente mais jovem da Academia Brasileira de Letras (ABL) dos últimos setenta anos.
Seus livros foram traduzidos para o árabe, romeno, italiano, inglês, francês, alemão, espanhol, persa, russo, turco, polonês, hindi, sueco, húngaro, urdu, bangla e latim. Foi editor das revistas Poesia Sempre, Tempo Brasileiro (de 2007 a 2015 – vol. 171 a 203) e Mosaico Italiano (de 2005 a 2008 – ed. 21 a 52). Entre 2012 e 2017 foi diretor da fase VIII da Revista Brasileira da ABL, tendo coordenado a publicação dos números 70 a 93. É membro do conselho da Editora UFRJ (2016-2020), assim como de várias revistas científicas e literárias no Brasil, na América Latina e na Europa. Tem sido consultor e preparou originais para as editoras, Record, Nova Fronteira, Nova Aguilar, José Olympio, Civilização Brasileira e Bem-Te-Vi. Foi também colunista do Jornal O Globo de 2010 a 2018.
Destacou-se também no setor de Coordenação Geral de Pesquisa e Editoração da Biblioteca Nacional, onde foi responsável pela edição de catálogos e fac-símiles no período entre 2006 e 2011. Foi curador de exposições da Biblioteca Nacional, como as que celebraram os cem anos da morte de dois escritores brasileiros: “Machado de Assis, cem anos de uma cartografia inacabada” (2008), e “Uma poética do espaço brasileiro, sobre Euclides da Cunha” (2009). Em 2010, foi o responsável pela grande exposição “Biblioteca Nacional 200 anos: uma defesa do infinito”.
Traduziu diversos autores, dentre os quais, publicados em livro, dois romances de Umberto Eco, a Ciência Nova, de Vico, os poemas do romance Doutor Jivago, obras de Guillevic, Primo Levi, Rumi, Hölderlin, Khliebnikov, Trakl, Juan de la Cruz, Francisco Quevedo, Angelus Silesius. Tendo conhecimento de mais de vinte idiomas, “criou inclusive uma língua artificial denominada “laputar”.
Recebeu diversos prêmios, dentre os quais destacam-se o Prêmio Alceu Amoroso Lima, pelo conjunto da obra poética (2008), o prêmio Marin Sorescu, na Romênia (2006), e o Prêmio do Ministero dei Beni Culturali da Itália. Obteve por três vezes o Prêmio Jabuti e recebeu o título de Doutor Honoris Causa na Universidade de Tibiscus (Romênia, 2016).
Em janeiro de 2023, foi indicado pela Ministra da Cultura do terceiro governo Lula, Margareth Menezes, para presidir a Biblioteca Nacional, no Rio de Janeiro. Em maio do mesmo ano, assumiu a presidência da instituição. Em julho, foi agraciado com a Ordem Nacional do Mérito Científico pelo presidente Luiz Inácio Lula da Silva, em reconhecimento ao seu trabalho e contribuição do campo científico no país.

## I Colóquio Internacional Marco Lucchesi (2024)
O I Colóquio Internacional Marco Lucchesi aconteceu em 15-16 de janeiro de 2024, na Embaixada do Brasil em Roma. O colóquio contou com palestrantes de países como Brasil, Itália, Portugal, Espanha, Japão, China, Luanda e Romênia. De modo geral, as palestras versaram sobre a pluralidade do conjunto de obras de Marco Lucchesi, que tem se destacado cada vez mais no cenário internacional. Seus livros já foram traduzidos para mais de 20 línguas. O poeta tem sido, inclusive, objeto de pesquisa de teses doutorado e dissertações de mestrado em diversas universidades brasileiras.

## Obras publicadas
Poesia:
- Maví (2022)
- Domínios da Insônia: Novos Poemas Reunidos (2019)
- "Mal de amor" (2018)
- "Rebis" (2017)
- "Hinos Matemáticos" (2015)
- "Clio" (2014). Segundo lugar do Prêmio Jabuti 2015
- "Meridiano celeste & bestiário" (2006). Prêmio Alphonsus de Guimarães da Biblioteca Nacional 2006. Finalista do Prêmio Jabuti 2007.
- "Sphera" (2003). Prêmio de Poesia Da Costa e Silva da UBE, 2004. Segundo lugar do Prêmio Jabuti 2004. Pré-finalista do Prêmio Portugal Telecom 2004.
- "Poemas reunidos" (2001). Finalista do Prêmio Jabuti 2002.
- "Alma Venus" (2000)
- "Bizâncio" (1997). Comenda Espatário da Trebizonda. Finalista do Prêmio Jabuti 1999.

Romance:
- "Adeus, Pirandello" (2022)
- 'O bibliotecário do imperador (2013). Prêmio Machado de Assis da UBE, 2013. Finalista do Prêmio São Paulo 2014.
- "O dom do crime" (2010). Prêmio Machado de Assis da UBE, 2011. Segundo lugar do Prêmio Brasília 2012. Finalista do Prêmio São Paulo 2011.

Novela:
- "Marina" (2023)

Ensaio:
- "Cultura da paz" (2020)
- "Carteiro Imaterial" (2016)
- "Nove cartas sobre a Divina Comédia" (2013)
- "O livro de Deus na obra de Dante: Uma releitura na Baixa Modernidade" (2011)
- "Ficções de um gabinete ocidental" (2009). Prêmio Ars Latina de Ensaio (Romênia), 2010. Prêmio Orígenes Lessa da UBE, 2010.
- "A memória de Ulisses" (2006). Prêmio João Fagundes de Meneses da UBE, 2007.
- "Teatro alquímico: diário de leituras" (1999). Prêmio Eduardo Frieiro da Academia Mineira de Letras, 2000.
- "O sorriso do caos" (1997)
- "A paixão do infinito" (1994)
- "Breve introdução ao Inferno de Dante" (1985)

Aforismos:
- "Paisagem Lunar" (2023)
- "Arena Maris" (2021)
- "Vestígios: Diário filosófico" (2021)
- "Trívia: Diário filosófico" (2019)

Memória e Testemunho:
- "Os olhos do deserto" (2000)
- "Saudades do Paraíso" (1997)

Textos lúdicos:
- "Alivorte (2021)
- "Catálogo da Biblioteca do Excelentíssimo Senhor Marquês Umbelino Frisão" (2017)
- "Bazati dir Härstä Laputar/ Rudimentos da língua laputar" (2015)

## Obras traduzidas
- "Marina" (2023)
- "Adiós, Pirandello" (2023)
- "El don del crimen (2023)
- "Clio" (2023)
- "Microcosmo / 小宇宙" (2023)
- "Peregrinări memorabile prin bibliotheca universali" (2023)
- "Babel" (2022)
- "Mal de Amor" (2022)
- "21 poemas / Wierszy" (2021)
- "Il nome dei gatti: dall’universo al multiverso" (2021)
- "Mal D´Amour" (2021)
- "La indecisa aurora" (2021)
- "Elipsis y refracción" (2021)
- "Mal d´Amore" (2021)
- "Vicino alla distanza" (2021)
- "Céu em chamas" (2020)
- "In my most distant lands" (2020)
- "Meridian celest & alte poeme". Ediție bilingvă (2018)
- "5 poemas de Marco Lucchesi" (2014)
- "Surasul haosului" (2013)
- "Oriente/Ocidente" (2012)
- "Prieteniala Patru Mâini" (2005)
- "Hyades" (2005) [Tradução de George Popescu]. Craiova (Romênia): Autograf, MJM, Isfahan (2003)
- "Gradinile Somnului" (2003)
- "Erwartunglischt" (2003)

## Prêmios e distinções
- Medalha da ordem nacional do Mérito científico, 2023
- Medalha Rui Barbosa, Fundação Casa de Rui Barbosa, 2023.
- Medalha do Mérito Santos Dumont, 2023
- Comenda Mérito Acadêmico, Escola Superior da Magistratura do Amazonas, 2023.
- Ordem do Mérito Naval da Marinha do Brasil, 2023.
- Cidadão Honorário de Massarosa, Câmara Municipal de Massarosa, 2022.
- Doutor Honoris Causa, Universidade Aurel Vlaicu de Arad (Arad, Romênia), 2020.
- Prêmio Internacional da Latinidade, Academia Romena e Museu Nacional de Literatura Romena, 2019.
- Comendador da Ordem da Estrela da Itália, 2019.
- Comenda Ib Gato Falcão, da Academia Alagoana de Letras, 2019.
- Medalha do Mérito Cívico Afro-brasileiro, Faculdade Zumbi dos Palmares, 2019.
- Medalha Prof. Kosciuszko Barbosa Leão, da Academia de Letras do Espírito de Santo, 2019.
- Prêmio Mérito Cultural VI Feira Literária Capixaba, Universidade Federal do Espírito Santo, 2019.
- Prêmio Faz a diferença, categoria livro, jornal O Globo, 2019.
- Prêmio George Bacovia – Festival Internacional de Poesia. Bucareste, 2018.
- Prêmio IFEC – Instituto Interamericano de Fomento à Educação, Cultura e Ciência, 2018.
- Medalha Tamandaré, da Marinha do Brasil, 2018.
- Prêmio A Sociedade Aplaude, Grupo Fluminense Multimídia, 2018.
- Medalha Amigo da Marinha, 2018.
- Distinção de Honra no Instituto Cultural Romeno, 2018.
- Prêmio Intelectual do ano, Associações Fluminenses de Cultura, 2018.
- Prêmio Sou de Niterói, Categoria Cultura, jornal O Globo, 2018.
- Embaixador da Poesia, Festival Internacional de Poesia em Iasi (Romênia), 2017.
- Doutor Honoris Causa, Universitatea Tibiscus (Timisoara, Romênia), 2016.
- Prêmio Jabuti de Poesia, Câmara Nacional do Livro, 2014.
- Prêmio Machado de Assis, União Brasileira de Escritores, 2012.
- Diploma de Alto Mérito do Consulado da Romênia do RJ, 2012.
- Prêmio Brasília de Literatura, Bienal Brasil do Livro e da Leitura (Brasília), 2012.
- Prêmio Pantera d’Oro, Prefeitura de Lucca (Itália), 2011.
- Prêmio Orígenes Lessa, da União Brasileira de Escritores, 2010.
- Medalha Simões Lopes Neto, Governo do Estado do RS, 2010.
- Prêmio Ars Latina de ensaio, Sociedade Ars Latina de Craiova (Romênia), 2009.
- Prêmio Alceu Amoroso Lima: Poesia e Liberdade, pelo conjunto da obra poética, 2008.
- Medalha da Academia Maranhense de Letras, 2008.
- Prêmio Mário Barata de ensaio, União Brasileira de Escritores, 2008.
- Prêmio João Fagundes de Meneses de ensaios, União Brasileira de Escritores, 2007.
- Prêmio Alphonsus de Guimarães de poesia, da Fundação Biblioteca Nacional, 2006.
- Prêmio Marin Sorescu, Prefeitura de Craiova (Romênia), 2006.
- Título de Cavaliere della Stella della Solidarietà della Repubblica Italiana (Itália), 2005.
- Prêmio Costa e Silva de Poesia, União Brasileira de Escritores, 2004.
- Prêmio Jabuti de Poesia, Câmara Nacional do Livro, 2003.
- Premio Nazionale per la Traduzione, do Ministero dei Beni Culturali da Italia, 2003.
- Prêmio da Câmera de Comércio de Lucca, (Itália), 2002.
- Prêmio Jabuti de Tradução, Câmara Nacional do Livro, 2001.
- Premio San Paolo Città di Torino de poesia (Itália), 2001.
- Prêmio União Latina, 2000.
- Premio Speciale del Presidente della Repubblica Carlo Ciampi: Prometeo d’Argento (Itália), 2000.
- Prêmio Eduardo Frieiro - da Academia Mineira de Letras, 2000.
- Premio Speciale Marcello Binacchin, Società Marcello Binacchin (Itália), 2000.
- Premio Internazionale di Poesia Cilento, Associazione Cilento di Poesia (Itália), 1999.
- Comenda Espatário da Trebizonda, 1999.
- Prêmio Paulo Rónai de Tradução, Biblioteca Nacional, 1996.
- Mérito da União Brasileira de Escritores, 1995.
- Medalha Tiradentes da Assembleia Legislativa do Estado do Rio de Janeiro, 1994.
- Medalha da Associazione Lucchesi nel Mondo, da Camera di Commercio di Lucca (Itália), 1991.
- Medalha José Cândido de Carvalho, Prefeitura de Niterói, 1990.
- Medalha José Geraldo Bezerra de Meneses, Prefeitura de Niterói, 1988.